# Wonderful Ghost
Wonderful Ghost (원더풀 고스트?), noto anche con il titolo internazionale The Soul-Mate, è un film del 2018 diretto da Jo Won-hee.

## Trama
Il giovane poliziotto Tae-jin viene aggredito da un criminale mentre segue uno dei suoi casi, finendo in coma; sotto forma di fantasma, inizia così a "tormentare" il bonario istruttore di judo Jang-su, rimasto da poco vedovo, con lo scopo di portare alla giustizia i malviventi.

## Distribuzione
In Corea del Sud la pellicola è stata distribuita dalla JnC Media a partire dal 26 settembre 2018.